# Aktobe
Aktobe (în kazahă Ақтөбе) este un oraș din vestul Kazahstanului și centrul administrativ al provinciei Aktobe. Orașul se află pe râul Ilek și este unul dintre cele mai mari centre industriale, comerciale și culturale ale țării.

## Istorie
Orașul a apărul în locul unde se afla cetatea Aktiube, fondată în anul 1869 de către adjutantul curții regale, colonelul Borg, pentru a proteja partea interioară a regiunii Orenburg de atacurile kazahilor din Hoarda Mică. Ақтөбе în limba kazahă înseamnă deal alb (ақ — alb, төбе — deal).

## Geografie
Aktobe se află în vestul Kazahstanului, lângă locul unde se întâlnes râurile Kargala și Ilek. În provincia Aktobe, orașul se află în partea de nord-centru. Orașul rus Orenburg este cu mai mult de 200 km la nord-vest, în timp ce alt oraș rus, Orsk este cu 150 mai la nord-est față de Aktobe. Zona din jurul orașului Aktobe este în cea mai mare parte o stepă pe un teren plat, cu dealuri joase ce se ridică la nord-est. Vegetația din jurul orașului este respectiv de stepă.

### Climă
Aktobe se bucură de un climat temperat-continental. Vara este caldă: cinci luni ale anului, ziua, temperatura medie depășește pragul de 20 °С; iarna este moderat rece, zăpada are cea mai mare grosime în luna februarie (31 cm). Numărul zilelor cu cer senin, înnorat sau întunecat este de 174, 148 și 43, respectiv.
| Date climatice pentru Aktobe        | Date climatice pentru Aktobe | Date climatice pentru Aktobe | Date climatice pentru Aktobe | Date climatice pentru Aktobe | Date climatice pentru Aktobe | Date climatice pentru Aktobe | Date climatice pentru Aktobe | Date climatice pentru Aktobe | Date climatice pentru Aktobe | Date climatice pentru Aktobe | Date climatice pentru Aktobe | Date climatice pentru Aktobe | Date climatice pentru Aktobe |
| Luna                                | Ian                          | Feb                          | Mar                          | Apr                          | Mai                          | Iun                          | Iul                          | Aug                          | Sep                          | Oct                          | Nov                          | Dec                          | Anual                        |
| ----------------------------------- | ---------------------------- | ---------------------------- | ---------------------------- | ---------------------------- | ---------------------------- | ---------------------------- | ---------------------------- | ---------------------------- | ---------------------------- | ---------------------------- | ---------------------------- | ---------------------------- | ---------------------------- |
| Maxima medie °C (°F)                | −8.1 (17,4)                  | −7.1 (19,2)                  | −0.4 (31,3)                  | 13.3 (55,9)                  | 22.0 (71,6)                  | 28.2 (82,8)                  | 29.9 (85,8)                  | 28.3 (82,9)                  | 21.7 (71,1)                  | 12.1 (53,8)                  | 0.7 (33,3)                   | −5.7 (21,7)                  | 11,2 (52,2)                  |
| Media zilnică °C (°F)               | −12.3 (9,9)                  | −11.9 (10,6)                 | −5.4 (22,3)                  | 7.0 (44,6)                   | 14.9 (58,8)                  | 20.9 (69,6)                  | 22.7 (72,9)                  | 20.7 (69,3)                  | 14.0 (57,2)                  | 5.7 (42,3)                   | −3.2 (26,2)                  | −9.7 (14,5)                  | 5,3 (41,5)                   |
| Minima medie °C (°F)                | −16.5 (2,3)                  | −16.3 (2,7)                  | −9.8 (14,4)                  | 1.4 (34,5)                   | 7.9 (46,2)                   | 13.4 (56,1)                  | 15.6 (60,1)                  | 13.5 (56,3)                  | 7.4 (45,3)                   | 0.6 (33,1)                   | −6.5 (20,3)                  | −13.6 (7,5)                  | −0,2 (31,6)                  |
| Minima istorică °C (°F)             | −48.5 (−55.3)                | −45 (−49.0)                  | −37 (−34.6)                  | −18.9 (−2.0)                 | −7.6 (18,3)                  | −0.9 (30,4)                  | 4.1 (39,4)                   | 0.7 (33,3)                   | −7.9 (17,8)                  | −26.3 (−15.3)                | −35 (−31.0)                  | −41.5 (−42.7)                | −48,5 (−55,3)                |
| Precipitații mm (inches)            | 25 (0.98)                    | 23 (0.91)                    | 26 (1.02)                    | 30 (1.18)                    | 34 (1.34)                    | 35 (1.38)                    | 29 (1.14)                    | 27 (1.06)                    | 19 (0.75)                    | 27 (1.06)                    | 28 (1.1)                     | 29 (1.14)                    | 332 (13,07)                  |
| Umiditate [%]                       | 81                           | 79                           | 79                           | 66                           | 57                           | 54                           | 55                           | 54                           | 58                           | 69                           | 80                           | 82                           | 68                           |
| Nr. mediu de zile ploioase          | 3                            | 2                            | 4                            | 9                            | 13                           | 12                           | 11                           | 10                           | 10                           | 10                           | 8                            | 4                            | 96                           |
| Nr. mediu de zile cu ninsoare       | 21                           | 18                           | 13                           | 3                            | 0.2                          | 0                            | 0                            | 0                            | 0.1                          | 3                            | 13                           | 20                           | 91                           |
| Ore însorite                        | 86.8                         | 135.6                        | 176.7                        | 237.0                        | 310.0                        | 318.0                        | 331.7                        | 300.7                        | 228.0                        | 136.4                        | 78.0                         | 68.2                         | 2.407,1                      |
| Sursa nr. 1: Pogoda.ru.net          |                              |                              |                              |                              |                              |                              |                              |                              |                              |                              |                              |                              |                              |
| Sursa nr. 2: Observatorul Hong Kong |                              |                              |                              |                              |                              |                              |                              |                              |                              |                              |                              |                              |                              |

## Populație
Structura națională a populației este diversă. Majoritatea sunt kazahi — 68,72 %, fiind urmați de ruși (19,58 %), ucraineni (5,69 %), tătari (2,21 %), germani (0,92 %), belaruși (0,35 %), coreeni (0,34 %), moldoveni (0,26 %), azeri (0,23 %), ceceni (0,20 %), uzbeci (0,15 %), bulgari (0,14 %), bașchiri (0,14 %), armeni (0,12 %) și alții (1 noiembrie 2010).

## Personalități
- Viktor Pațaev (1933 - 1971), cosmonaut